# Balonmano Mar Sagunto
Balonmano Mar Sagunto fou un club d'handbol femení del País Valencià
L'equip, fundat el 1978 com a CB Íber, era el successor del Club Medina de Valencia creat el 1963. A partir del 1992 es va denominar CB Mar Valencia i el 1994 es va traslladar a L'Eliana i va canviar el nom a CB Mar El Osito L'Eliana. A la temporada 2004/2005, l'equip es traslladà a Sagunt fusionant-se amb l'Alucine Alser Sagunto. Durant aquest últims anys l'equip va ser conegut com Astroc Sagunto (2004–07) and Parc Sagunt (2007–11) i finalment Balonmano Mar Sagunto.
Arribà a rellevància nacional i internacional, sent un dels màxims representant d'aquest esport en les Competicions Europees.
El club va desaparèixer en 2012 per les dificultats econòmiques deixant els seus drets al CE Handbol Marítim.

## Palmarès[6]
- Lliga ABF (27): 1967-68, 1968-69, 1973-74, 1978-79, 1979-80, 1980-81, 1981-82, 1982-83, 1983-84, 1984-85, 1985-86, 1986-87, 1987-88, 1988-89, 1989-90, 1990-91, 1991-92, 1992-93, 1993-94, 1994-95, 1995-96, 1996-97, 1997-98, 1999-00, 2000-01, 2001-02, 2004-05
- Copa de la Reina (20): 1980-81, 1981-82, 1982-83, 1983-84, 1984-85, 1985-86, 1986-87, 1987-88, 1988-89, 1990-91, 1991-92, 1992-93, 1993-94, 1994-95, 1995-96, 1996-97, 1997-98, 1998-99, 1999-00, 2007-08
- Supercopa d'Espanya (4): 1999-00, 2001-02, 2002-03, 2005-06
- Lliga de Campiones femenina (1): 1996/1997
- Recopa d'Europa femenina (1): 1999/2000
- Supercopa d'Europa femenina (1): 1996/1997